# خورخي غوميز (دراج)
خورخي غوميز هو دراج كوبي، ولد في 3 مايو 1956.

## وصلات خارجية
- خورخي غوميز على موقع أرشيف الدراجات (الإنجليزية)
- خورخي غوميز على موقع إحصائيات الدراجات الإحترافية (الإنجليزية)
- خورخي غوميز على موقع أوليمبيديا (الإنجليزية)